# EIFL
EIFL Direct (англ. Electronic Information For Libraries, досл. «електронна інформація для бібліотек»).

## Історія
Міжнародний фонд «Відродження» з 1999 розпочав впровадження в Україні проєкту «Електронна інформація для бібліотек» (EIFL Direct), який є спільною ініціативою Інституту відкритого суспільства (Будапешт) і найбільшого у світі видавництва періодики EBSCO.
EIFL Direct пропонує понад 3000 повнотекстових електронних журналів, газет, бюлетенів новин, близько 1300 брошур і довідників переважно із суспільних та гуманітарних дисциплін. Медичну базу даних (MEDLINE) також включено до проєкту. Отримання найновішої інформації — нагальна потреба науковців, викладачів, студентів, дослідницьких інституцій, урядових структур будь-якої країни. Проте, більшість бібліотек України не мають коштів передплатити зарубіжну друковану наукову періодику. Реалізація проєкту відкриває бібліотечним закладам постійний доступ до широкого спектра наукових журналів з усього світу в електронному форматі.
Інститут відкритого суспільства організував Консорціум, що об'єднує 39 країн-учасниць проєкту, серед яких — Болгарія, Боснія та Герцоговина, Естонія, Латвія, Литва, Північна Македонія, Південна Африка, Польща, Росія, Словаччина, Словенія, Угорщина, Україна, Чехія, Югославія включно з Косово та інші.
Проєкт EIFL Direct пропонує такі бази даних: 3 248 назв повнотекстових електронних версій журналів, газет, дайджестів новин; 1 305 повнотекстових електронних версій довідників і брошур.